# Buurtbus

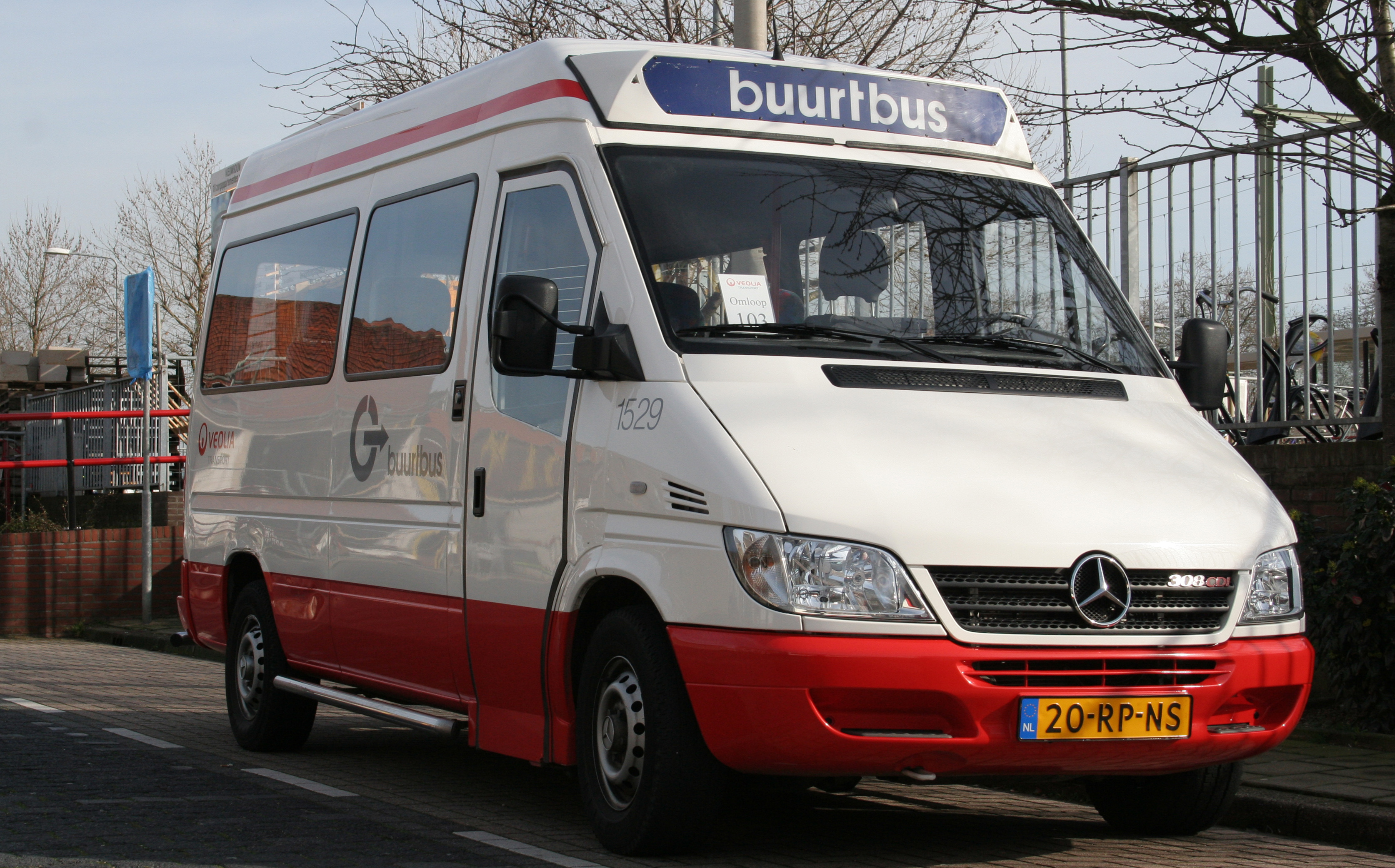
Een buurtbus van Veolia Transport in Roermond.

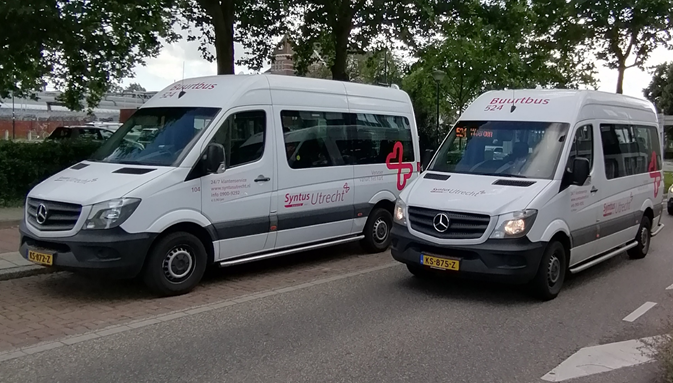
Het complete wagenpark van buurtbus 524 Woerden-Breukelen

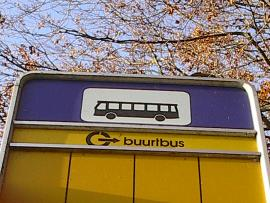
Halte van Buurtbus 503 Zwolle-Zuid–Heino bij het station van Heino.

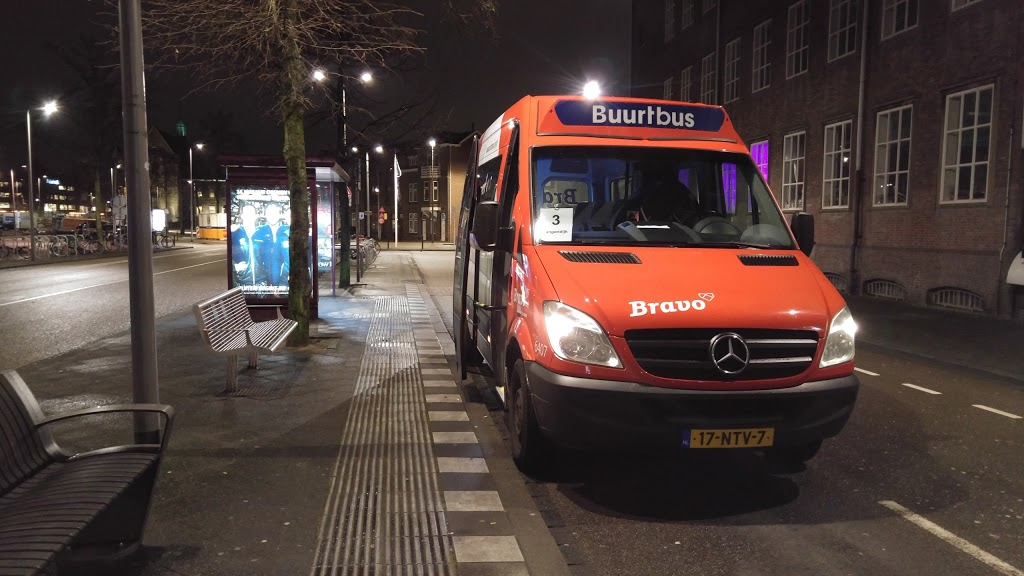
Wijkbus 3 in Breda, gereden met een 8-persoonsbusje

De buurtbus, ook wel wijkbus genoemd, is een in 1977 in Nederland ingevoerde vorm van openbaar vervoer, waarmee dunbevolkte gebieden of wijken volgens een vaste route en dienstregeling verbonden worden. Dit gebeurt meestal via een uurs- of twee-uursdienst. Om de exploitatiekosten laag te houden wordt de buurtbus gereden door vrijwilligers met een achtpersoonsbus. Deze kleine bus mag met rijbewijs B (personenauto) gereden worden. Als alle zitplaatsen bezet zijn kan er niemand meer mee, want wettelijk is bepaald dat er geen staanplaatsen zijn. Wie er nog bij de halte staat te wachten moet op de volgende bus wachten. Wanneer de capaciteit niet toereikend blijkt, worden bepaalde ritten met een grote streekbus gereden of wordt een extra achtpersoonsbus ingezet. In de praktijk komt het voor dat reizigers alsnog worden meegenomen, waarbij deze op de grond dienen plaats te nemen.
Gedurende de bestrijding van de coronacrisis in Nederland werd een groot deel van de buurtbusdiensten in maart 2020 gestaakt. De bussen werden aanvankelijk niet ingezet omdat ze nog niet coronaproof ingericht kunnen worden. Op een deel van de lijnen zijn reguliere streekbussen ingezet. Een ander deel is vervangen door andere vormen van kleinschalig vervoer. In de loop van 2020 of 2021 is de dienstverlening hervat.

## Geschiedenis
In 1977 zijn vijf projecten als experiment begonnen met als doel meer inzicht te verkrijgen in de mogelijkheid van deze vorm van openbaar vervoer. In een aantal van de gebieden waar met een buurtbus is gestart, was het openbaar vervoer in de loop van de jaren zestig verdwenen, in andere gebieden is er nooit openbaar vervoer geweest. De vervoersstromen in sommige gebieden waren zo dun dat een normale streekvervoervoorziening geen verantwoorde oplossing was. 
Eind jaren zeventig kostte een streekbuslijn al gauw tussen de €90.000,- en €135.000,- per jaar. Op routes waar de vervoervraag niet groter was dan 10 tot 50 reizigers per dag per richting, kon het gewone streekvervoer bovendien slechts een zeer gering voorzieningenniveau bieden. Aangezien de Rijksoverheid destijds ook in de landelijke gebieden belang hechtte aan het bieden van openbaar vervoer werd door middel van experimenten de oplossing gezocht in alternatieve vormen van openbaar vervoer. Hierbij ging het om vervoer dat beter aansloot bij de wensen van de reiziger en tegen aanvaardbare kosten.

### Experiment

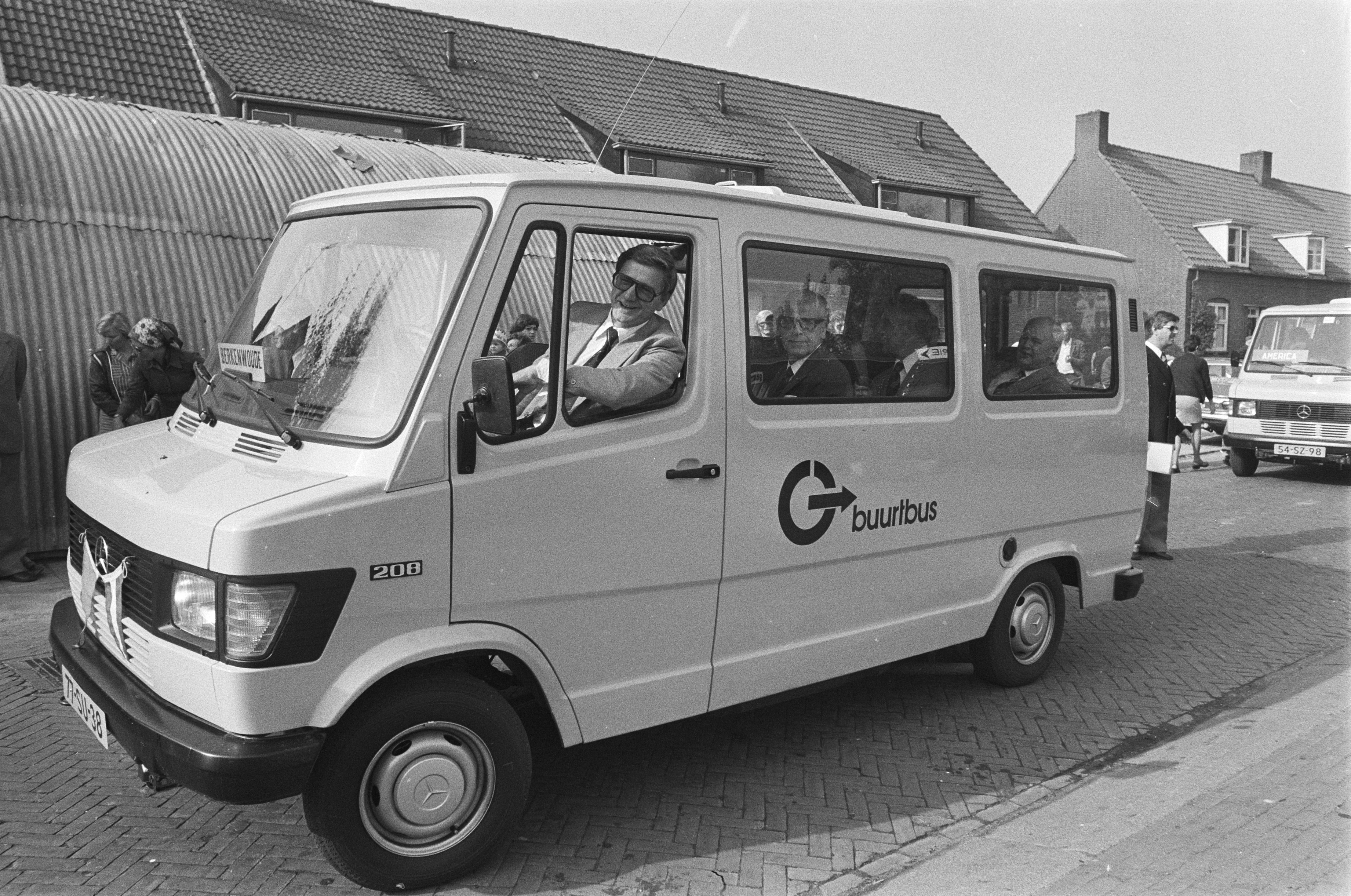
Minister Westerterp opent in Berkenwoude de eerste buurtbusverbinding van het land.

Op 27 augustus 1977 ging in Berkenwoude het eerste buurtbusproject van start, geëxploiteerd onder de vlag van Westnederland. Twee weken later volgde het project Ederveen bij Centraal Nederland en kort daarna in Horst bij de Zuidooster.
In samenspraak met de provincies kwam de Rijksoverheid met de volgende voorwaarden om een buurtbusproject op te zetten:
- het gebied dient een landelijk karakter te hebben;
- het gebied dient ten minste 1000 inwoners te hebben die minimaal 1500 meter van bestaand openbaar vervoer verwijderd wonen;
- de buurtbus moet een aan- en afvoerfunctie kunnen vervullen voor het reeds bestaande openbaar vervoer;
- de buurtbus mag aan het overige openbaar vervoer geen schade berokkenen;
- de buurtbus mag niet leiden tot frequentieverlaging van het bestaande openbaar vervoer;
- er moeten zich voldoende vrijwilligers beschikbaar willen stellen;
- het gebied dient een grootte van circa 25 vierkante kilometer te hebben.

Na toetsing aan deze criteria is in 1979 en later voor 48 gebieden toestemming verleend voor de uitvoering van een buurtbusproject.

### Evaluatie na de eerste jaren
In 1980 hield het Ministerie van Verkeer en Waterstaat de eerste evaluatie van het project buurtbus. Bij de eerste prognose ten behoeve van de opbrengstenraming was uitgegaan van circa 1000 reizigers per maand per buurtbusproject, maar dit bleken er uiteindelijk 1060 te zijn. Het gemiddelde aantal reizigers per buurtbusproject varieerde sterk; van 281 in het project IJhorst tot 2030 bij het project Boukoul/Asenray.
De kosten van de buurtbusprojecten waren door Rijksoverheid werden in 1979 geschat op €12.478,- per jaar, de opbrengsten uit de kaartverkoop op €3403,- per jaar. Na het eerste jaar bleek dat de kosten van de buurtbusprojecten uiteenliepen van €11.344,- tot €20.420,- per jaar. Deze grote bandbreedte werd voornamelijk veroorzaakt door het verschil in afgelegde kilometers, een resultaat van de combinatie van lijnlengte en het aantal afgelegde ritten. Hierdoor waren onderhouds- en brandstofkosten ongelijk. Daarnaast was niet bij elk buurtbusproject een stallingsruimte bij een streekvervoerbedrijf beschikbaar, waardoor deze soms moesten worden gehuurd. De opbrengsten bedroegen overigens €3766,- per project.

## Actueel
Anno 2013 kent Nederland circa 170 buurtbuslijnen. Op de buurtbus is de OV-chipkaart niet altijd geldig. Er zijn soms alleen speciale buurtbuskaarten (enkeltjes, vierrittenkaarten en tienrittenkaarten) geldig. Er kan nu ook met een bankpasje of een creditcard worden ingecheckt.
Buurtbussen stoppen bij reguliere bushaltes, maar die liggen vaak verder op grotere afstand van elkaar. Reizigers kunnen daarom langs de gehele route, voor zover de bus daar veilig kan stoppen, instappen door hun hand op te steken, of uitstappen door de chauffeur te waarschuwen.
Niet alle buurtbussen dienen ter ontsluiting van dorpen. Zo is de Enschedese lijn 508 (Syntus) een buurtbus, die de zuidelijke woonwijken onderling met elkaar verbindt. In Breda was er lijn 3, ook wel 'Wijkbus' genoemd. Deze lijn werd gereden door betaalde chauffeurs. Lijn 3 verbond beide ziekenhuizen (Molengracht en Langendijk) met elkaar en reed door tot het centrum van Breda. Daarnaast had buslijn 3 vaste haltes en werd er officieel niet gestopt buiten de haltes. Na twee jaar werd deze lijn vanwege te weinig animo opgeheven.

### Materieel
Enkele veel voorkomende buurtbustypes zijn:
- Mercedes-Benz Sprinter (vaak aangepast)
- Fiat Ducato (Vaak met opbouw van Tribus, officiële naam dan Tribus Civitas)
- VDL Kusters Midcity
- Renault Master
- Volkswagen Crafter Volt

Dit soort voertuigen worden vaak aangepast ter behoeve van het gebruik in het openbaar vervoer.